# ミゲル・エルナンデス
ミゲル・エルナンデス・ジラベルト (Miguel Hernández Gilabert, 1910年10月30日 – 1942年3月28日) は、スペイン・オリウエラ出身の詩人・劇作家。27年世代や36年世代と関係した、20世紀を代表するスペイン語圏の詩人であり劇作家でもあった。

## 経歴
エルナンデスは、バレンシア地方のオリウエラの貧しい家庭で生まれ、あまり教育を受けられずに育った。23歳の時に詩集を初めて出版し、著しい名声を得た。幼少期は大部分を羊飼いや農家のように過ごし、基礎教育を公立学校やイエズス会の学校で受けたが、大部分は独学であった。友達のラモン・シヘから、文学を紹介された。青年の時は、叙情的なバロック詩人のルイス・デ・ゴンゴラにあこがれ、初めての作品に影響をもたらした。フランシスコ・デ・ケベードのようなスペイン文学黄金世紀の作家に影響された他、同時代の他の作家同様特にシュルレアリスム（超現実主義）というヨーロッパの前衛的動きに影響され、労働者の権利に関心を持つ社会的な作家のひとりとなった。エルナンデスは自分の詩に新しい想像や概念を使いつつ、古典的かつ大衆的なリズムや韻は忘れなかった。スペイン共産党の党員でもあったエルナンデスは、スペイン内戦中に共和制へのキャンペーンを行い、詩を書きながら前線に配置された軍隊に指示を出した。
スペイン内戦中の1937年3月9日に、1933年にオリウエラで知り合ったホセフィナ・マンレサ・マルエンダと結婚した。妻のおかげでロマンティックな作品を書くようになった。長男マヌエル・ラモンは1937年12月19日に生まれたが、乳児の1938年10月19日に亡くなった。数か月後に次男のマヌエル・ミゲル（1939年1月4日-1984年）が生まれた。
同時代の他の著作家と異なる点は、共和制が崩壊してフランコ体制下のスペインが始まったスペインから亡命しなかったことである。ファシズム反対派と親交を持ったことから、スペイン内戦後、何回も逮捕され最終的に死刑を言い渡された。しかしながら、死刑判決は30年禁固に変わり、1942年に結核で亡くなるまで、環境の悪い牢獄で過ごす生活が続いた  亡くなる直前にエルナンデスは病院の壁に詩を書きなぐった。「さようなら、兄弟・親友。太陽と村は私を残していく」。いくつかの詩は、看守に保管されていた。
刑務所の中で、エルナンデスは簡潔な歌が特徴の膨大な詩を作り、それを紙に書き取り妻や他の人へ送った。その詩はCancionero y romancero de ausenciaとして知られている。その作品では、スペイン内戦の悲劇や自分の投獄を書くだけでなく、幼くして亡くなった息子や妻と次男が貧困にあえいだ生活についても書いている。詩への熱意と簡潔さは、異常な状況も相まって非常に力強いものとなっている。
おそらくエルナンデスの詩で一番知られているのは「Nanas de la cebolla」であり、パンと玉ねぎで生き延びていることを妻へ知らせる返事を詩で書いた手紙である。その詩には、玉ねぎを絞ったものを息子に飲ませたことを想像させ、母の絶望に対比させるかのように息子の笑顔が出てくる。他の詩でも、妻の存在を失望と切望の神話的な象徴、ずたずたになったスペインを必死によみがえらせる力を持つもののように描いている。

## 死後
エルナンデスは1939年、フランコ体制にとって危険な人物であるとして死刑を言い渡された。フランシスコ・フランコは詩人のフェデリコ・ガルシーア・ロルカにしたように、国際的な批判を避けるために、後に減刑した。2010年3月に彼の家族は、スペイン政府が発行した賠償宣言を受け取った。義理の娘ルシア・イスキエルドは言った。「私たちは死刑判決を軽くする以上のことを望みます。無罪判決が出るように」。彼の家族の弁護士は、ファシスト軍ホアン・ベロッドからの1939年の手紙を持っており、これは無罪を立証できる新しい証拠だった。「ミゲル・エルナンデスを子供の頃から知っている」の文から、手紙は始まっている。「彼が私たちの名誉の革命の敵だったというようなことは、心の底から信じられない」。2010年7月にはエルナンデスの家族がスペインの最高裁判所で、左翼を支持したことで受けた有罪判決を取り消すように主張した。
1996年、エルチェに公立大学としてエルチェ・ミゲル・エルナンデス大学が開学した。

## 作品

### 詩集
- Perito en lunas (1933)
- El rayo que no cesa (1936)
- Viento del pueblo (1937)
- El hombre acecha (1938–1939)
- Cancionero y romancero de ausencias ( 未完 1938–1942)

### 戯曲
- Quién te ha visto y quién te ve y sombra de lo que eras (1944)
- El torero más valiente (The Bravest Bullfighter)  (1934) dedicated to Ignacio Sánchez Mejías.
- Hijos de la piedra (The sons of the stone)
- El labrador de más aire (The peasant of more air)
- Teatro en la guerra (War theatre)
- Pastor de la muerte (Death's shepherd)